# Epirhyssa lygra
Epirhyssa lygra är en stekelart som beskrevs av Porter 1978. Epirhyssa lygra ingår i släktet Epirhyssa och familjen brokparasitsteklar. Inga underarter finns listade i Catalogue of Life.